# Sídlo (právo)
Sídlo v právu označuje adresu, pod kterou je právnická osoba či fyzická osoba podnikající zapsána ve veřejném rejstříku (např. obchodním). Žádná právnická osoba či fyzická osoba podnikající nemůže existovat bez svého sídla. Sídlo může být jen jedno. Sídlo může být na libovolné adrese, dokonce i v bytě, bez ohledu na to, kde společnost vykonává svou činnost, či odkud je řízena. U právnické osoby se její sídlo stanovuje při zřízení právnické osoby. U fyzické osoby podnikající platí, že pokud se nezapisuje do veřejného rejstříku, je jejím sídlem místo, kde má hlavní obchodní závod, popřípadě, kde má bydliště. Pokud se později sídlo právnické nebo fyzické osoby podnikající změní, je potřeba tuto změnu promítnout nejen do veřejného rejstříku, ale i do dalších právních dokumentů.

## Sídlo v českém právu
Pojetí sídla se v minulosti v právním řádu ČR měnilo, a to zejména se zřetelem k otázce, zda má být preferováno materiální nebo formální pojetí sídla (viz níže).
Sídlo představuje jeden ze základních identifikačních údajů určujících právnickou osobu. Bez sídla je existence právnické osoby vyloučena. Každá právnická osoba může mít jen jedno sídlo a jen v jediném určitém místě. To sice zákon výslovně nestanoví, plyne to však zřetelně z povahy a logiky věci.
Při ustavení právnické osoby se určí její sídlo. Znamená to tedy, že určení sídla je povinnou náležitostí zakladatelského právního jednání (např. společenské smlouvy, zakladatelské listiny, stanov – § 123 odst. 1) a zápisu do veřejného rejstříku, ve kterém je právnická osoba zapsána (§ 120 odst. 1).
V zakladatelském jednání stačí uvézt název obce, kde je sídlo právnické osoby, do veřejného rejstříku však právnická osoba navrhne zapsat plnou adresu sídla. Adresa je dána určitými znaky, kterými jsou název obce (popř. i její části), název ulice (nebo náměstí, nábřeží atp.), číslo popisné nebo evidenční a číslo orientační a poštovní směrovací číslo (PSČ). Jestliže má určitý dům více vchodů, a tudíž mu bylo přiděleno více čísel orientačních a (v rozporu s tehdejší i současnou právní úpravou) i čísel popisných, musí být jednoznačné, ve kterém domovním vchodě je sídlo umístěno.
Právnické osoby, které se nezapisují do žádného veřejného rejstříku, musí mít určeno své sídlo plným způsobem již v zakladatelském právním jednání. Takovými příklady jsou zpravidla právnické osoby, jejichž základ je veřejnoprávní. Např. obec, kraj, Česká národní banka apod.

## Skutečné vs. formální sídlo
Sídlo zapsané ve veřejném rejstříku může být jen jedno. Občanský zákoník rozlišuje "zapsané sídlo" a "skutečné sídlo". Ideově zákon vychází z koncepce zapsaného sídla právnické osoby (viz § 137 odst. 2), která je korigována ochranou třetích osob. Ty se mohou dovolávat též skutečného sídla, pokud není možné na zapsaném sídle fyzicky nikoho zastihnout. Jako sídlo proto nelze akceptovat údaj, že např. právnická osoba sídlí v neexistující ulici, na adrese kotelny atp. Rovněž tak není přípustnou pouze poštovní schránka nebo adresa poste restante (v takovém případě hovoříme o fiktivním sídle).

### Teorie skutečného sídla
Skutečným sídlem právnické osoby je místo, kde se nachází těžiště činnosti právnické osoby, odkud je právnická osoba řízena a kde zasedají a působí členové statutárního orgánu. Skutečné sídlo má své limity například v případě, kdy právnická osoba má hlavní závod na území ČR, ale všichni členové jejího statutárního orgánu mají sídla v zahraniční. V takové případě je těžké lokalizovat skutečné sídlo právnické osoby.

### Teorie zapsaného sídla
Sídlo právnické osoby se určí podle zápisu ve veřejném rejstříku, v němž je dotčená právnická osoba registrována, bez ohledu na to, kde právnická osoba skutečně sídlí.

## Sídlo právnické osoby v bytě
Občanský zákoník připouští sídlo právnické osoby v bytě stejně jako dřívější právní úprava (občanský zákoník z roku 1964), ale opustil předchozí koncepci nepřipouštějící umístění sídla právnické osoby v bytě, pokud by to odporovalo povaze právnické osoby nebo rozsahu její činnosti. Původní znění: Sídlo nesmí být v bytě, pokud to odporuje povaze právnické osoby nebo rozsahu její činnosti. Pokud se osoba zapisuje do veřejného rejstříku, stačí, když její zakladatelský dokument uvede název obce, ve které se její sídlo nachází. Každý se může dovolat skutečného sídla právnické osoby. V případě organizační složky podniku se sídlem rozumí adresa jejího umístění. Zkoumání rozsahu činnosti právnické osoby se nahrazuje posouzením oprávněných zájmů třetích stran. Klíčovým se tedy stává klid a pořádek v domě, ve kterém má být sídlo právnické osoby umístěno.
Může se stát, že k narušování klidu a pořádku v domě dojde až za trvání (existence) právnické osoby. V tom případě by vlastník nemovité věci mohl vzít zpět svůj souhlas s umístěním sídla - toto je čistě soukromoprávní záležitostí. Rejstříkový soud může pak vyzvat zapsanou osobu ke zjednání nápravy. Pokud tato ve stanovené lhůtě nápravu nezjedná, může ji soud bez návrhu zrušit s likvidací, pokud je tento postup v zájmu ochrany třetích osob.

## Virtuální kancelář
Sídlo obchodní společnosti může mít podobu virtuální kanceláře. Ta se využívá především jako fakturační a korespondenční adresa. Společně s ní získá i možnost příslušné administrativní činnosti a vyhne se tak pronájmu či koupi drahých kancelářských prostor.
Případům tzv. fiktivního sídla se ale veřejný rejstřík brání. Podle § 45 odst. 1 zákona o veřejných rejstřících zákonodárce ukládá navrhovateli, aby doložil právní důvod užívání „prostor“, do nichž je umístěno sídlo podnikatele, jehož se zápis týká. Nemůže tedy být toto sídlo reprezentováno pouze schránkou či P. O. Boxem. Pokud by zápis sídla ve veřejném rejstříku odporoval § 45 odst. 1 VeřRej,  rejstříkový soud vyzve zapsanou osobou ke zjednání nápravy.

## Změna sídla právnické osoby
Sídlo právnické osoby lze za jejího trvání změnit. V případě změny sídla přináší výhody určení sídla v zakladatelském právním jednání pouze určením obce, ve které je sídlo právnické osoby umístěno (snižuje transakční náklady takové změny). V případě změny v rámci hranic katastrálních území dané obce není nutné rozhodovat o změně zakladatelského právního jednání. Do veřejného rejstříku je ale nutné uvést celou novou adresu sídla právnické osoby.
Právnická osoba, která má sídlo v zahraničí, může přemístit sídlo na území České republiky. To neplatí, pokud to nepřipouští právní řád státu, ve kterém má právnická osoba sídlo, nebo pokud jde o právnickou osobu zakázanou podle § 145. Právnická osoba, která má sídlo v České republice, může přemístit své sídlo do zahraničí, pokud to neodporuje veřejnému pořádku a pokud to připouští právní řád státu, do něhož má být sídlo právnické osoby přemístěno.